# Detant
Detant (fra. dètente, otpuštanje) izraz je koji se od 1970-ih koristi u međunarodnoj politici, kako bi opisao situaciju u kojoj dvije prethodno međusobno neprijateljski raspoložene države poboljšavaju diplomatske, političke i druge odnose, odnosno smanjuju međusobne napetosti.
Kao sinonim za detant se svojevremeno koristio izraz reapprochement.
Najpoznatiji primjer detanta jest period hladnog rata od sredine 1960-ih do početka 1980-ih kada su SSSR i SAD nastojale poboljšati međusobne odnose i pronaći zajednički jezik u što je moguće više spornih pitanja, a kako bi spriječili izbijanje trećeg svjetskog rata. U užem smislu detant se koristi kao sinonim za taj povijesni period.